# Giorgos Georgiou

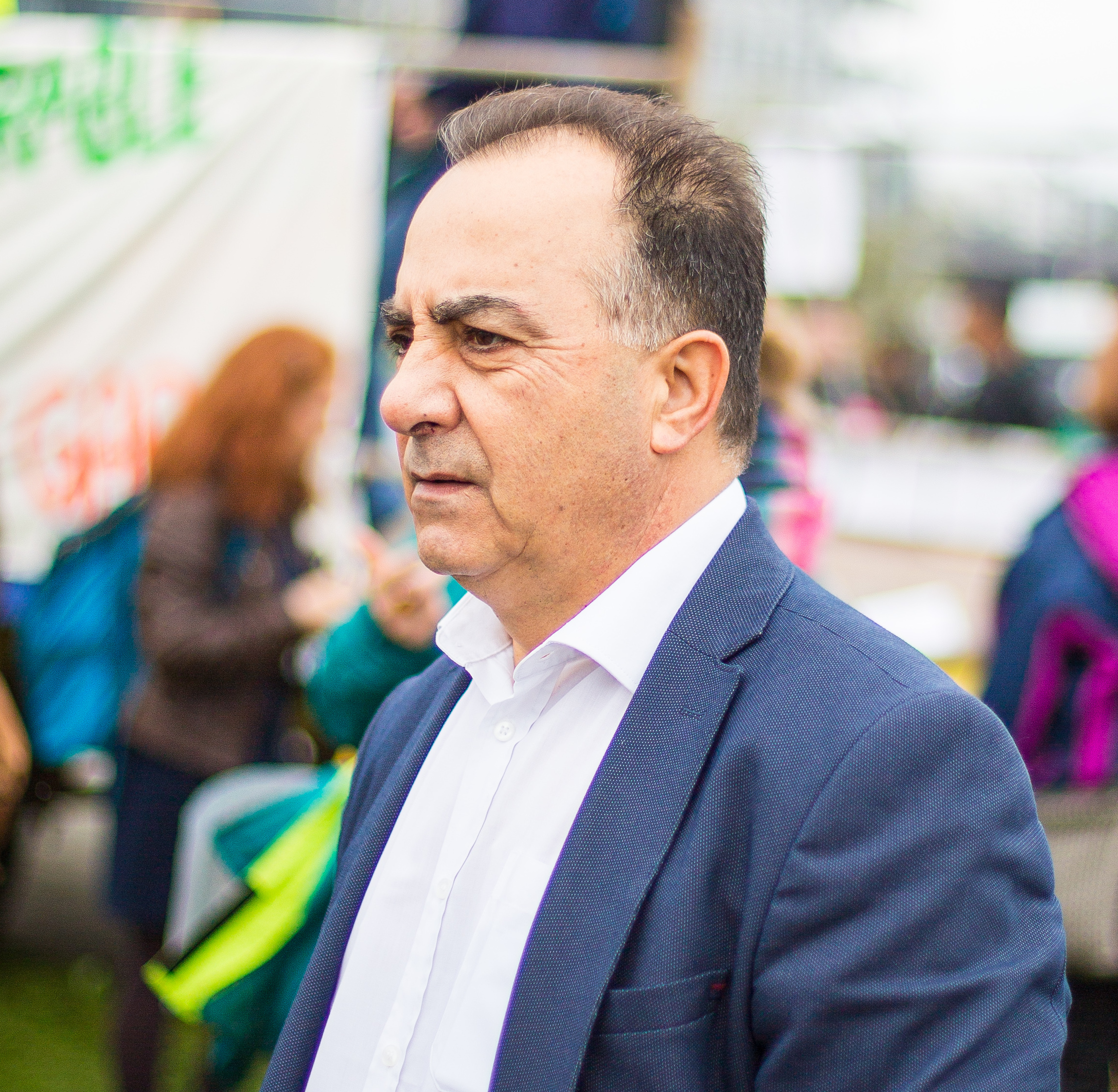
Giorgos Georgiou (2019)

Giórgos Georgiou, griechisch Γιώργος Γεωργίου (* 9. April 1963 in Nikosia oder in Afaneia, Bezirk Famagusta) ist ein griechisch-zypriotischer Politiker (AKEL). Georgiou war von 2011 bis 2019 Mitglied des zyprischen Repräsentantenhauses. Seit der Europawahl 2019 ist er Mitglied des Europäischen Parlaments als Teil der GUE/NGL-Fraktion.

## Leben

### Ausbildung
Giorgos Georgiou wurde am 9. April 1963 in der zyprischen Hauptstadt Nikosia geboren (nach anderen Angaben in Afaneia im Bezirk Famagusta im heute von der Türkei besetzten Gebiet). Nach seiner Schulausbildung studierte er von 1983 bis 1987 Griechische Literatur mit einem Schwerpunkt auf byzantinischer wie moderner griechischer Literatur an der Nationalen und Kapodistrias-Universität Athen. Er schloss dem ein Geschichtsstudium an der Universität Zypern an.
Nach seiner akademischen Ausbildung war Georgiou für mehrere Jahre als Sekundarschullehrer für Griechische Sprache in Zypern tätig.

### Politik

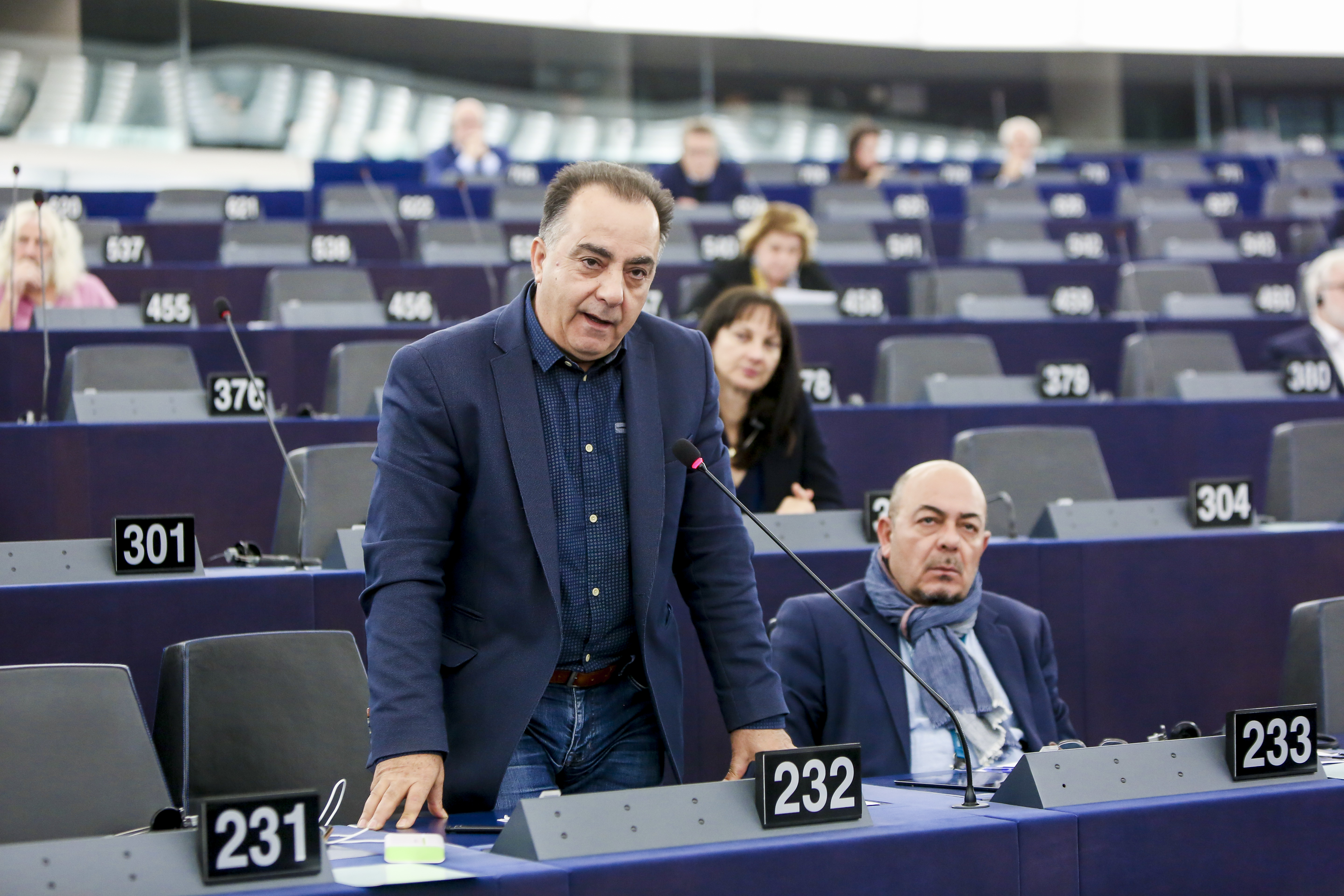
Giorgos Georgiou im Europäischen Parlament (2019)

Bereits während seines Studiums in Athen betätigte sich Georgiou politisch und war, unter anderem, Mitglied der Progressiven Studierendenbewegung. Zurück in Zypern engagierte er sich im Jugendverband der Vereinten Demokratischen Jugendorganisation (EDON), dem Jugendverband der AKEL. Von 2009 bis 2011 war Georgiou Vorstandsmitglied im Ortsverband Larnaka der AKEL.
2011 kandidierte Georgiou bei den zyprischen Parlamentswahlen für einen Sitz im Repräsentantenhaus im Wahlkreis Larnaka auf der Liste der AKEL, denn er gewann. Bei den Parlamentswahlen 2016 verteidigte Georgiou sein Mandat. In seiner Zeit im Repräsentantenhaus war er Mitglied der Ausschüsse für Landwirtschaft und natürliche Ressourcen, Auswärtiges und Europäische Angelegenheiten, dem Sicherheits- und Verwaltungsausschuss sowie dem Ausschuss für Bildung und Kultur. Des Weiteren war Georgiou Delegierter für die Parlamentarische Versammlung der Union für den Mittelmeerraum.
2019 nominierte seine Partei, die AKEL, Georgiou für die Wahlliste zur Europawahl 2019. Bei der Wahl errang die AKEL 27,5 Prozent der Wahlstimmen und damit 2 der 6 zyprischen Mandate. Georgiou gewann neben Niyazi Kızılyürek ein Mandat. Beide traten der Konföderalen Fraktion der Vereinten Europäischen Linken/Nordische Grüne Linke bei. Für die Fraktion ist Georgiou Mitglied im Ausschuss für auswärtige Angelegenheiten, des Weiteren ist er stellvertretendes Mitglied im Ausschuss für Industrie, Forschung und Energie.

### Privat
Georgiou ist verheiratet und hat drei Kinder.